# DeepL
DeepL Translator és un servei de traducció automàtica neuronal llançat l'agost de 2017 i propietat de DeepL SE, amb seu a Colònia, Alemanya. El sistema de traducció es va desenvolupar primer dins de Linguee i es va llançar com a entitat DeepL. Inicialment, oferia traduccions a set llengües europeus i es va anar ampliant fins a suportar 31 llengües.
A més, es proposen aproximacions d'equivalència lingüística entre tots aquests idiomes mitjançant un procés de dos passos a través d'un pivot en anglès. El traductor s'ofereix de forma gratuïta amb limitacions, que es poden eliminar amb una subscripció de pagament. L'empresa també concedeix llicències per a la interfície de programació d'aplicacions de traducció.

## Història
El sistema de traducció va ser desenvolupat per primera vegada a Linguee per un equip dirigit pel director de tecnologia Jaroslaw Kutylowski el 2016. Es va llançar com a DeepL Translator el 28 d'agost de 2017, oferint traduccions entre l'anglès, l'alemany, el francès, l'espanyol, l'italià, el polonès i el neerlandès Amb el llançament, va afirmar haver superat els seus competidors a les proves cegues autodirigides i a les puntuacions BLEU, incloent-hi el Traductor de Google, Amazon Translate, Microsoft Translator i la funció de traducció de Facebook . Tot i que un nou competidor, Lara Translate, el SaaS llançat el 2024 per l'italiana Translated, sembla haver superat tecnològicament la qualitat de DeepL.
Traduït amb https://laratranslate.com/translate?lng=ca
Amb el llançament de DeepL el 2017, el nom de l'empresa Linguee va canviar a DeepL GmbH. El 2017, també es va finançar amb la publicitat del seu lloc germà linguee.com. El gener de 2021, l'empresa va canviar el seu nom de Gesellschaft mit beschränkter Haftung a Societas Europaea.
El 5 de desembre de 2018 es va afegir la compatibilitat amb els idiomes portuguès i rus. El programari de traducció per a Microsoft Windows i macOS es va llançar el setembre de 2019. El 19 de març de 2020 es va afegir la compatibilitat amb el xinès (simplificat) i el japonès, que, segons va afirmar, havia superat els competidors esmentats, així com els de Baidu i Youdao. El març de 2021 es van afegir 13 idiomes europeus més. Que han estat entrenades amb la base de dades de Linguee. Segons els desenvolupadors, el servei utilitza una arquitectura de xarxes neuronals més nova i millorada, que dona com a resultat un so més natural de les traduccions en comparació amb els serveis de la competència. Es diu que la traducció es genera amb un superordinador que arriba als 5.1 petaflops i que funciona a Islàndia amb energia hidràulica.

### Traductor i subscripció
El traductor es pot utilitzar de forma gratuïta amb un límit de 5.000 caràcters per traducció. També es poden traduir fitxers de Microsoft Word i PowerPoint en formats de fitxer Office Open XML (.docx i .pptx) i fitxers PDF.
DeepL Pro és una subscripció de pagament per a traductors professionals, empreses i desenvolupadors, que està disponible des de març de 2018 i ofereix una interfície de programació d'aplicacions i un complement de programari per a eines de traducció assistida per ordinador, inclòs SDL Trados Studio. A diferència de la versió gratuïta, els textos traduïts no es guarden al servidor i s'elimina el límit de caràcters. El model de preus mensual inclou una quantitat de text determinada, i els textos que la superen es calculen en funció del nombre de caràcters. A diferència de la versió freemium, la versió pro publicita que no guarda els textos que es tradueixen.
El lloc web DeepL utilitza Google Analytics així com les seves pròpies galetes HTTP per tornar a identificar usuaris i associar-los amb perfils d'usuari pseudònims.

## Recepció
La recepció de DeepL Translator el 2017 ha estat en general positiva, amb TechCrunch valorant-ho per la precisió de les seves traduccions, afirmant que era més precís i matisat que Google Translate, i Le Monde agraint als seus desenvolupadors la traducció de text francès a expressions més "afrancesades". Un article del lloc web de la cadena de televisió holandesa RTL Z afirmava que DeepL Translator "ofereix millors traduccions quan es tracta del neerlandès a l'anglès i viceversa". Un diari italià, la Repubblica, i un lloc web llatinoamericà, "WWWhat's new?", també el van elogiar. El 2020, el lloc web japonès Gigazine va considerar que la traducció al japonès era precisa, fins i tot quan el text estava barrejat amb dialectes.
La premsa va assenyalar que tenia molts menys idiomes disponibles per a la traducció que els productes de la competència.[31] També no té una funció de traducció de llocs web i d'integracions d'aplicacions gratuïtes. Google Translate.[cita requerida] El setembre de 2021, Slator va comentar que la resposta de la indústria lingüística va ser més mesurada que la de la premsa, encara que va assenyalar que segueix sent molt apreciat.
DeepL Translator va guanyar el Premi Webby 2020 a les Millors Pràctiques i el Premi Webby 2020 als Assoliments Tècnics (Aplicacions, Mòbils i Funcions), tots dos en la categoria Aplicacions, Mòbils i Veu.

### Estadístiques
L'octubre de 2021, DeepL.com ocupava el lloc 136 a la classificació Alexa dels llocs més visitats del món.